# Langraviato d'Assia
Il Langraviato (o contea) d'Assia (Landgrafschaft Hessen in tedesco) fu un  langraviato del Sacro Romano Impero creato dalla spartizione della Turingia. Esso terminò la propria esistenza quando venne diviso tra i figli di Filippo I d'Assia.

## Storia
Nel primo medioevo l'Assia era parte del Langraviato di Turingia.
A seguito della guerra di successione della Turingia scoppiata alla morte del langravio Enrico Raspe nel 1247, sua nipote la duchessa Sofia di Brabante assicurò i possedimenti dell'Assia a suo figlio minore, Enrico I d'Assia (detto anche Enrico il Bambino) che venne prescelto quale langravio nel 1246. Le parti restanti del langraviato di Turingia passarono al margravio Enrico III di Meißen, della casata dei Wettin. Enrico I d'Assia venne elevato allo status di principe da re Adolfo di Germania nel 1292.
Tra il 1458 ed il 1500, data la sua estensione, il langraviato venne diviso in Alta e Bassa Assia.
Il Langraviato divenne di vitale importanza per il mondo tedesco quando Filippo I d'Assia, detto il Magnanimo abbracciò la causa protestante nel 1524 e successivamente lavorò alacremente per creare un'alleanza protettiva tra i principi tedeschi e le potenze straniere protestanti.
Alla morte di Filippo I nel 1567, il langraviato venne suddiviso tra i suoi figli avuti dal primo matrimonio, i quali originarono diversi stati:
- Landgraviato d'Assia-Kassel (poi Elettorato d'Assia, 1567–1806 e 1813–1866, incorporato nel Regno di Prussia): Guglielmo IV d'Assia-Kassel
- Landgraviato d'Assia-Marburg (1567–1650, incorporato nei langraviati d'Assia-Kassel e Assia-Darmstadt): Luigi IV d'Assia-Marburg
- Landgraviato d'Assia-Rheinfels (1567–1583, incorporato nel langraviato d'Assia-Kassel): Filippo II d'Assia-Rheinfels
- Langraviato d'Assia-Darmstadt (1567–1806, poi Granducato d'Assia e del Reno 1806–1918, incorporato nella Repubblica di Weimar): Giorgio I d'Assia-Darmstadt

## Regnanti d'Assia, 1264–1567

### Assia, 1264–1458
- Enrico I, 1264–1308
- Ottone I il Vecchio, figlio di Enrico I, 1308–1328 nell'Alta Assia (Marburg), riunito all'Assia nel 1311
- Giovanni, figlio di Enrico I, 1308–1311 nella Bassa Assia (Kassel)
- Enrico II, figlio di Ottone I, 1328–1376
  - Luigi lo Junker, figlio di Ottone I, 1336–1345 residente a Grebenstein
  - Ermanno I il Vecchio, figlio di Ottone I, 1336–1370 residente a Nordeck
  - Ottone il Giovane, figlio di Enrico II, coreggente 1340–1366
- Ermanno II, figlio di Luigi lo Junker, 1376–1413, coreggente dal 1367
- Luigi I il Pacificatore 1413–1458

### Bassa Assia(Kassel), 1458–1500
- Luigi II il Franco, figlio primogenito di Luigi il Pacifico, 1458–1471
- Guglielmo I il Vecchio, figlio di Luigi II, 1471–1493
- Guglielmo II il Medio, figlio di Luigi II, 1493–1509, riunì l'Assia nel 1500

### Alta Assia(Marburg), 1458–1500
- Enrico III il Ricco, figlio minore di Luigi il Pacifico, 1458–1483
  - Luigi III il Giovane (m. 1478)
- Guglielmo III il Giovane, 1483–1500

nel 1500 riunì l'Alta e Bassa Assia sotto Guglielmo II

### Assia, 1500–1567
- Filippo I il Magnanimo, figlio di Guglielmo II, 1509–1567.

alla sua morte nel 1567 l'Assia viene suddivisa in langraviati minori